# Серапион Псковски
Серапион Псковски (1390.-1480) - монах Руске православне цркве, чудотворац.

## Биографија
Серапион је рођен 1390. године у граду Дорпат (раније Јурјев, данас Тарту) у породици православних родитеља, парохијана цркве Светог Николе.

## Манастир Спасо-Елеазаров
Његов родни град је тада био „под Немцима“ који су настојали да све приведу својој католичкој вери. Серапион је био ревносан као исповедник православља и као познавалац Светог писма, проказивао је католике који су му наносили разне тешке увреде, па чак и батине, на све могуће начине присиљавајући га да прихвати унију .
Видевши очигледну бескорисност речи код католика, Серапион се повукао у Псковску област 1426. године и настанио се у пустињи на реци Толби, поред монаха пустињака Јевросина, примивши велику схиму .
Серапион је врло активно учествовао у изградњи Спасо-Елеазарског скита (сада Спасо-Елеазарски манастир), увелико помажући Јевросину свим његовим подухватима. Тамо је Серапион живео до своје смрти; 8. септембра 1480. године [3]. Сам свети Јевросин сахранио је тело свог ученика, а када је и он умро, браћа су га сахранила поред Серапиона.
Сећање на монаха Серапиона прославља се 15. маја и 7. септембра.